# Condado de Fulton (Ohio)

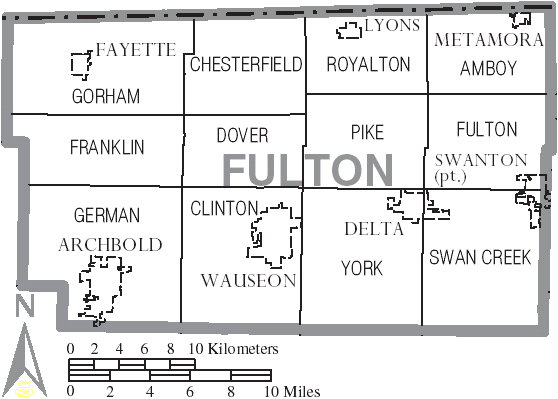
Poblaciones y municipios (townships) en el condado de Fulton

El Condado de Fulton es un condado del estado de Ohio, Estados Unidos. Tiene una población estimada, a mediados de 2021, de 42 450 habitantes.
Según el censo de 2020, en ese momento tenía una población de 42 713 habitantes.
La sede del condado es Wauseon, que también es la mayor ciudad.
El condado posee un área de 1055 km² (de los cuales 5 km² están cubiertos por agua).
Fue fundado en 1850.